# 上游水库 (汨罗)
上游水库是中国湖南省岳阳市汨罗市境内的一座水库，建于1958年。水库集雨面积为1.45平方千米。